# Kenji Takahashi (fotbollsspelare född 1985)
Kenji Takahashi (髙橋 健史 Takahashi Kenji?), född 1 januari 1985 i Osaka prefektur, är en japansk före detta fotbollsspelare.
Takahashi började sin karriär 2007 i Tokushima Vortis. 2009 flyttade han till FC Osaka. Han avslutade karriären 2011.